# Landfall Peak
Landfall Peak är en bergstopp i Antarktis. Den ligger i Västantarktis. Inget land gör anspråk på området. Toppen på Landfall Peak är 272 meter över havet.
Terrängen runt Landfall Peak är kuperad åt sydost, men åt nordväst är den platt. Havet är nära Landfall Peak åt nordväst. Trakten är obefolkad. Det finns inga samhällen i närheten.